# 龙山街道 (郏县)
龙山街道，是中华人民共和国河南省平顶山市郏县下辖的一个乡镇级行政单位。

## 行政区划
龙山街道下辖以下地区：
西大街社区、东关街社区、东街社区、东中心街社区、大观堂街社区、南后街社区、小东门街社区、南街社区、崇文街社区、西关街社区、北大街社区、朝阳街社区、新华街社区和迎宾街社区。